# C-74 Globemaster
De Douglas C-74 Globemaster was een Amerikaans militair vrachtvliegtuig gebouwd door de Douglas Aircraft Company in Long Beach, Californië. 
Het vliegtuig werd ontwikkeld na de Japanse aanval op Pearl Harbor. De lange afstanden over de Atlantische Oceaan en vooral de Stille Oceaan om gebieden te bestrijden, gaven aan dat er behoefte was aan een transoceanisch militair transportvliegtuig. Douglas Aircraft Company reageerde in 1942 met een gigantisch viermotorig ontwerp. Problemen met de ontwikkeling en productiewijzigingen van het vliegtuig zorgden ervoor dat de eerste vlucht werd uitgesteld tot 5 september 1945, na zowel V-J Day (het einde van het conflict in de Tweede Wereldoorlog, op 15 augustus 1945) als de formele overgave op 2 september. De totale productie was beperkt tot 14 vliegtuigen toen het oorlogscontract in januari 1946 werd opgezegd.
Hoewel de C-74 in de productieperiode tussen 1945 en 1947 niet in grote aantallen werd geproduceerd, voorzag hij wel in de behoefte aan een strategisch langeafstandstransportvliegtuig, in welke hoedanigheid het toestel jarenlang, tot 1954, door de luchtmacht werd gebruikt. Tijdens de levensduur van het vliegtuig werden de stermotoren ook opgewaardeerd tot 3.250 pk (2.420 kW) Pratt & Whitney R-4360-49-motoren. 
Opvolger werd de daaropvolgende Douglas C-124 Globemaster II, een toestel met grotere romp maar dezelfde vleugels. Het prototype van de C-124 werd ontwikkeld met de vleugels van een van de 14 geconstrueerde C-74 toestellen. 
Douglas overwoog na een initiële vraag van Pan American World Airways de ontwikkeling van een passagiersvliegtuig op basis van het ontwerp van de C-74, met toevoeging van een drukcabine, en gaf het ontwerp de projectnaam Douglas DC-7. PanAm zag uiteindelijk evenwel af van het project en haakte af. Jaren later plaatste American Airlines een bevestigde en gegarandeerde bestelling voor een soortgelijk toestel, maar de Douglas DC-7 (zelfde naam) die toen werd ontwikkeld was evenwel niet gebaseerd op de C-74 maar op de DC-4 en DC-6.
De C-74 had een bemanning van vijf, met piloot, copiloot, radio-operator, navigator en boordwerktuigkundige. Rustkwartieren voor de bemanning werden opgenomen voor langdurige missies. Er waren doorgangen in de vleugel voorzien om de boordwerktuigkundige in staat te stellen onderhoud en reparaties uit te voeren tijdens de vlucht. Het kon 125 volledig uitgeruste soldaten, 115 gewonde patiënten met hun medische begeleiders of tot 22.700 kg vracht vervoeren. 
Het vrachtruim had dubbele takels die op een rail op en neer door de romp konden worden bewogen. Ze konden ook worden gebruikt om een verwijderbaar buikgedeelte onderaan de romp te laten vallen om het laden van ladingen te vergemakkelijken, waardoor er minder speciale vrachtafhandelingsapparatuur nodig was.
De enige klant en gebruiker van de 11 in productie genomen toestellen was de United States Army Air Forces, later de United States Air Force, respectievelijk voor de USAAF Air Transport Command (ATC) en USAF Military Air Transport Service (MATS).  De C-74 Globemaster werd onder meer ingezet bij de Berlijnse luchtbrug tijdens de Blokkade van Berlijn. 
Na de uitdienstname, bij de laatste toestellen in oktober 1954, werden de toestellen gestationeerd op de Davis-Monthan Air Force Base waar de meesten ook door de Aerospace Maintenance and Regeneration Group werden ontmanteld. Vier toestellen werden verkocht en kwamen in civiele handen terecht, bij de Aeronaves de Panama die waar het laatste toestel in 1969 uit dienst werd genomen.